# ويليام آلفين كليمنس الابن
ويليام آلفين كليمنس الابن (بالإنجليزية: William A. Clemens)‏ هو إحاثي وأستاذ جامعي أمريكي، ولد في 15 مايو 1932 في بيركيلي في الولايات المتحدة.